# TRAME
TRAME (TRAnsmission of MEssages) va ser la segona xarxa del món similar a Internet en ser emprada en una empresa de serveis, concretament, al sector elèctric. Com a la Internet, la tecnologia de base era la commutació de paquets i va ser desenvolupada per l'empresa elèctrica ENHER a Barcelona i desplegada inicialment per la mateixa empresa a Catalunya i l'Aragó i, posteriorment, a altres indrets. Es va començar a desenvolupar l'any 1974 i els primers nodes o encaminadors es van desplegar l'any 1978. La xarxa ha funcionat fins a l'any 2016 (38 anys), òbviament amb successives actualitzacions i postes al dia tecnològiques tan de programari com de maquinari.

## L'inici
L'any 1974, la commutació de paquets era una tecnologia coneguda només en els àmbits de recerca.
El concepte es va iniciar l'any 1968 dins del projecte de recerca nord-americà ARPAnet de l'agència americana ARPA (Advanced Research Projects Agency) que creà una xarxa que unia diverses universitats americanes amb objectius de recerca sobre xarxes. En aquells anys, no hi havia oferta comercial ni tan sols gaire informació sobre la commutació de paquets de forma que calia fer recerca, innovar i desenvolupar la tecnologia des de zero per poder-la aplicar.
La idea d'aplicar el concepte de commutació de paquets en l'àmbit d'una empresa de serveis, i en concret del sector elèctric, va sorgir l'any 1974 quan l'empresa sueca Vattenfall va començar a crear la seva xarxa TIDAS de commutació de paquets i va ser seguida per l'empresa elèctrica ENHER, que produïa i distribuïa energia elèctrica a Catalunya i part de l'Aragó, va pensar en telecontrolar (automatitzar) la seva xarxa elèctrica, fins aleshores operada manualment.

Per a aquest objectiu, l'empresa ENHER es va dotar d'un petit equip de persones per tal de desenvolupar tan la xarxa TRAME com el sistema de Telecontrol o SCADA que seria la seva principal aplicació.

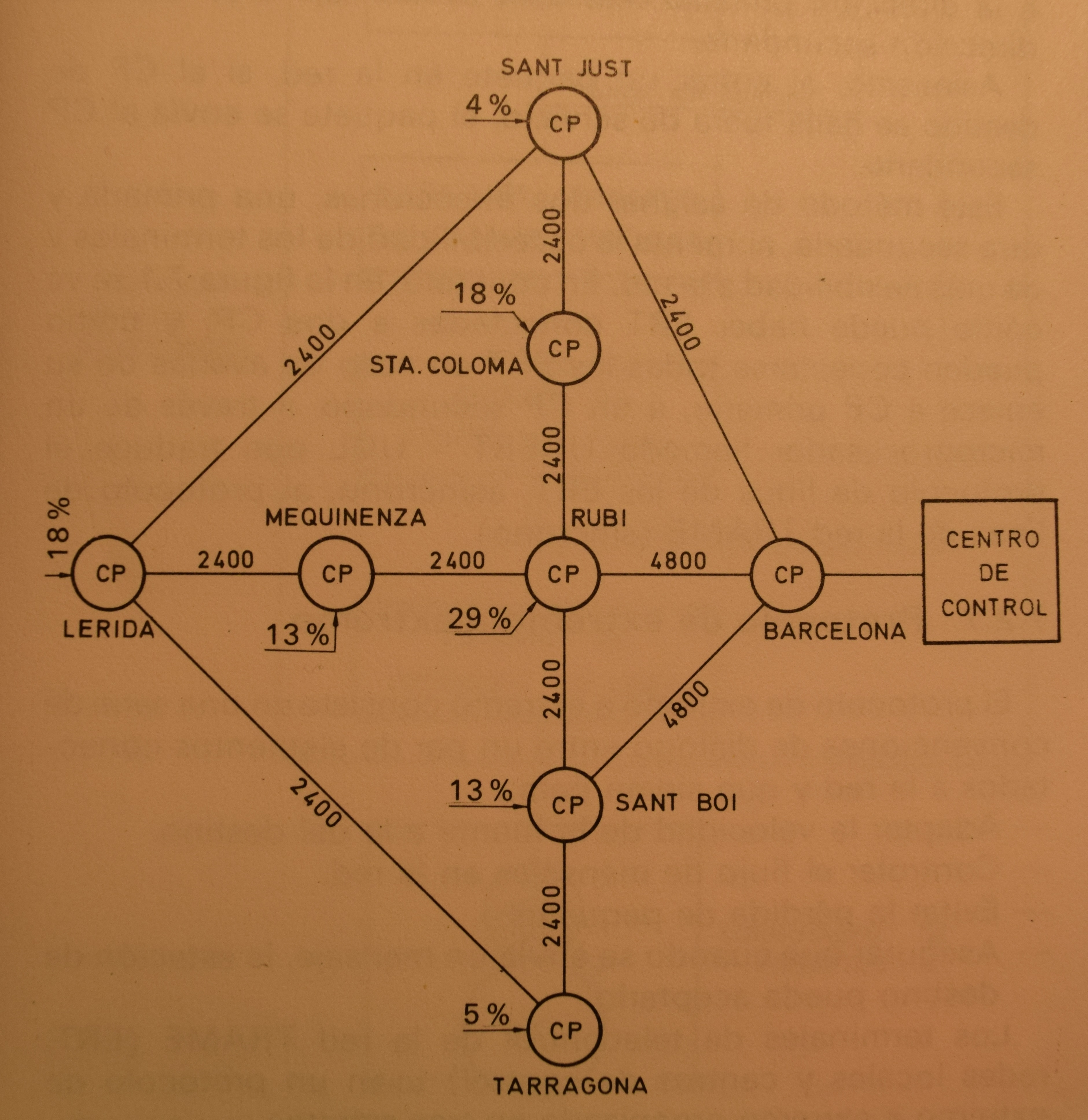
Figura I: Xarxa TRAME l'any 1980

L'any 1978 ja es disposava dels primers quatre encaminadors TRAME i l'any 1980 se'n varen ja desplegar vuit (Veure Figura I). Aquests primers encaminadors estaven basats en el processador Zilog Z80 i estaven formats per una sèrie de plaques que controlaven, cadascuna d'elles, fins a quatre línies de comunicacions. Les plaques estaven connectades a una memòria comuna que els permetia intercanviar i commutar dades i missatges.
El projecte es va desenvolupar junt amb la seva principal aplicació, el projecte de telecontrol SICL (Sistema Integral de Control Local) amb el qual inicialment compartien un maquinari molt semblant.
La capacitat màxima dels enllaços d'aquella primera xarxa de l'any 1978 era de 9.600 bps, que l'any 1980 era la màxima capacitat a que es podia transmetre dades per un canal telefònic normalitzat de 4 kHz d'amplada. Aquests canals analògics eren la unitat bàsica dels sistemes de comunicació analògics que encara es feien servir aquells anys. La resta d'empreses elèctriques feien servir enllaços dedicats de 600 bps i els compartien típicament entre 10 subestacions elèctriques d'alta tensió.

### Els serveis
El servei bàsic prestat per la xarxa TRAME va ser sempre el de telecontrol dels sistema elèctric, que permetia l'automatització de la xarxa elèctrica d'Alta Tensió i una millor eficiència en la seva gestió, fins aleshores fets manualment i a través de comunicació telefònica entre operadors.
Cada encaminador TRAME tenia associada una o diverses Estacions Remotes de Telecontrol (ERT o RTU en anglès) del sistema SICL. També tenia connectades pantalles, i més tard PCs, des d'on s'intercanviaven missatges entre ells i amb els centre de control, en especial el Centre de Control Central (CONCE) localitzat inicialment al Passeig de Gràcia, 132 de Barcelona a la coneguda Casa Fuster. Era un predecessor de l'e-mail que després tant s'ha popularitzat.
Més endavant (1990s) Es varen també desenvolupar protocols per a integrar-hi part de la Informàtica corporativa, sistemes de vigilància de seguretat patrimonial de l'empresa i altres serveis (X.25, IP).
També es van desenvolupar aplicacions i terminals per a transmissió de veu, sistema que podríem considerar predecessor dels sistemes actuals tipus Skype, o vídeo.

### Els protocols
L'encaminament de la xarxa TRAME, com el de la xarxa de recerca nord-americana ARPA original, es basava en l'algorisme de Bellman-Ford però amb «horitzó partit», com a la xarxa sueca TIDAS, la primera en operar en una empresa elèctrica, però amb una millora pròpia.
Aquest protocol permet trobar camins òptims en xarxes mallades de comunicacions per a cada paquet a transmetre, permetent compartir la mateixa xarxa entre múltiples serveis. En contraposició, la tecnologia tradicional de commutació de circuits el que feia era establir circuits dedicats per a cada servei o comunicació.
L'adreçament dels encaminadors i terminals emprava una sistema propi amb una adreça de 16 bits; Seria l'equivalent al conegut Protocol IP (Internet Protocol) versió 4 (IPv4), que encara avui fa servir gran part d'internet i que té adreces de 32 bits.
Cal pensar que l'any 1978 el protocol IP no existia, ja que la versió IPv4 emprada a Internet no es va definir fins a l'any 1981 i, de fet, no va arribar al gran públic a Espanya fins a l'any 1992, any en què la Internet es va fer disponible en aparèixer el primer proveïdor de serveis d'Internet (ISP: Internet Service Provider) a Espanya (Goya Servicios Telemáticos) i el 1994 el segon, Servicom, amb més impacte.
El protocols de línia eren també propietaris i s'anomenaven UCL (Unitat de Control de Línia), el que unia els encaminadors, i UTR (Unió Trame-Remotes), el que connectava els nodes amb els terminals. Després es varen anar incorporant altres protocols com l'X.25 i també el conegut IP.
Els protocols UCL i UTR es varen dissenyar per oferir la qualitat de servei més elevada que requeria l'aplicació de telecontrol elèctric en termes de disponibilitat i d'integritat de dades, d'acord amb la normativa IEC (International Electrotechnical Commission; IEC-870-5-1 i ANSI C37.1) i que el protocol de mode d'aleshores, l'HDLC, pensat per aplicacions comercials, no oferia.
L'any 2000 el protocol UTR es va substituir per l'Estàndard internacional per a Telecontrol IEC 60870-5-101/104.
El control de flux inicialment es basà en gestionar 8 prioritats en cues del tipus HOL (Head Of the Line), que era suficient per a Telecontrol, i després es varen incorporar un protocol extrem a extrem per a alguns fluxos (X.25), un bit d'indicació de congestió i la gestió dels temps entre paquets d'entrada a la xarxa, així com la mesura de la capacitat de l'enllaç coll d'ampolla de cada trajecte i la corresponent gestió del flux de cada font

## Evolució de la tecnologia TRAME
Per poder perdurar durant quasi quaranta anys, es va haver de sotmetre a una evolució intensa. Bàsicament hi van haver quatre generacions TRAME que es descriuen a continuació.

### Quadre d'evolució
| Concepte                                                          | Trame 1                                                                           | Trame 2                                                                          | Trame 3                                                                                               | Trame + |
| Any d'inici del desplegament                                      | 1978                                                                              | 1988                                                                             | 1995                                                                                                  | 1999 |
| Processador                                                       | Zilog Z80                                                                         | Intel 80286                                                                      | Intel 80386                                                                                           | i960CA i960RM                                                                                              |
| Velocitat màxima de les línies de comunicació                     | 9600 bps                                                                          | 64 Kbps                                                                          | 2 Mbps                                                                                                | 10Mbps |
| Estructura                                                        | 16 processadors amb memòria compartida                                            | 16 processadors amb memòria compartida                                           | 16 processadors amb memòria compartida                                                                | Un sol processador amb un bus de 1Gbps per comunicar entre entrades i sortides                             |
| Nombre de xarxes                                                  | 1                                                                                 | 4                                                                                | 4 | 4 |
| Nombre màxim de nodes per xarxa                                   | 256                                                                               | 256                                                                              | 256                                                                                                   | 256 |
| Nombre de línies d'accés per encaminador (terminals connectables) | 64                                                                                | 64                                                                               | 64 | 64 |
| Camp d'adreçament                                                 | 14 bits                                                                           | 16 bits                                                                          | 16 bits                                                                                               | 16bits |
| Prioritats gestionades                                            | 8                                                                                 | 8                                                                                | 8 | 8 |
| Capacitat de commutació aproximada                                | 100 Kbps                                                                          | 500 Kbps                                                                         | 20 Mbps                                                                                               | 500 Mbps                                                                                                   |
| Protocols interns i d'accés                                       | Propietaris UCL UTR                                                               | Estàndards X.25 1991-IPv4 Propietaris UCL UTR K32/64 (UCL millorat per a 64Kbps) | Estàndards X.25 1991-IPv4 Frame Relay Ethernet Propietaris UCL UTR K32/64 (UCL millorat per a 64Kbps) | Estàndards X25 IPv4 Frame Relay Ethernet IEC 60870-5-101/104 Propietaris UCL M2 (UCL millorat per a 2Mbps) |
| Fabricant del Hardware                                            | ISEL (INI)                                                                        | ISEL (INI)                                                                       | DIMAT, S.A.                                                                                           | DIMAT, S.A.                                                                                                |
| Evolució de la xarxa d'ENHER                                      | 1978-4 encaminadors 1980-8 encaminadors 1983-27 encaminadors 1987-32 encaminadors | 1994-50 encaminadors                                                             | | 2004-222 encaminadors 2014-Uns 3000 encaminadors a tot Espanya                                             |
| Aspecte                                                           |                                                                                   |                                                                                  | | |

A continuació es descriuen amb mes detall les 4 generacions de la tecnologia TRAME.

### TRAME 1
- 1974-Inici del projecte
- 1978-Primera xarxa de 4 nodes instal·lada i en funcionament a ENHER
- 1980: Xarxa de 8 nodes. Veure Imatge.

#### Maquinari
- Estructura multiprocessador de 16 processadors amb memòria compartida
- Processador: Zilog Z80
- Desenvolupat per ENHER i produït per ISEL, empresa de l'INI
- Veure Fotografia al Quadre d'evolució.

#### Programari
- Desenvolupat en llenguatge enssamblador del Zilog Z80 a ENHER, Passeig de Gràcia, 132 de Barcelona (Casa Fuster).
- Emulador (A partir del 1980): HP 64000 Logic Development System.

##### Algorismes i protocols
- Encaminament: Variant de Bellman-Ford amb horitzó partit[7] (Millora del procediment d'encaminament de la xarxa ARPA original, semblant al posterior RIP (Routing Information Protocol) d'Internet. La millora consisteix en un procediment de posada al dia original i exclusiu de la xarxa TRAME que permet reaccionar amb més rapidesa i, també, una certa bifurcació del tràfic.
- Funció de distància: nombre de paquets a la cua de sortida més 1. Amb això s'intentava minimitzar el retard individual dels paquets.
- Protocols de línia: UCL i UTR (propietaris d'ENHER)
- Cues del tipus HOL (Head-Of-the Line) amb 8 prioritats
- Finestres a nivell de transport d'amplada 1 o 8 a elegir depenent del servei requerit. Residents en els terminals.

Adreçament:
- Adreces de 14 bits per a adreçar totes les entitats connectades a la xarxa TRAME
- Aquesta adreça constava d'una adreça de 8 bits i una subadreça de 6 bits que corresponen a un màxim de 256 nodes amb 64 terminals cadascun.
- L'adreça s'assignava als nodes, no als extrems dels enllaços com a Internet, cosa que simplificava la configuració

Avantatges bàsics de TRAME respecte a altres tecnologies:
Degudes a la pròpia tecnologia de commutació de paquets:
- Capacitat per a gestionar qualsevol topologia de xarxa.
- Adaptabilitat automàtica a canvis topològics i de tràfic.
- Integració d'enllaços de diferent tecnologia, analògica o digital i velocitat en una sola xarxa
- Intercomunicabilitat oberta i descentralitzada entre els usuaris i dispositius.
- Multiaccés. Comunicació simultània amb diversos usuaris o corresponsals des d'una sola connexió física a la xarxa
- Supervisió integrada de la xarxa. La xarxa disposava des del seu inici d'un centre de supervisió[24] format per un ordinador i un sinòptic localitzats al Passeig de Gràcia, 132 (Casa Fuster) de Barcelona.

Altres específiques de TRAME:

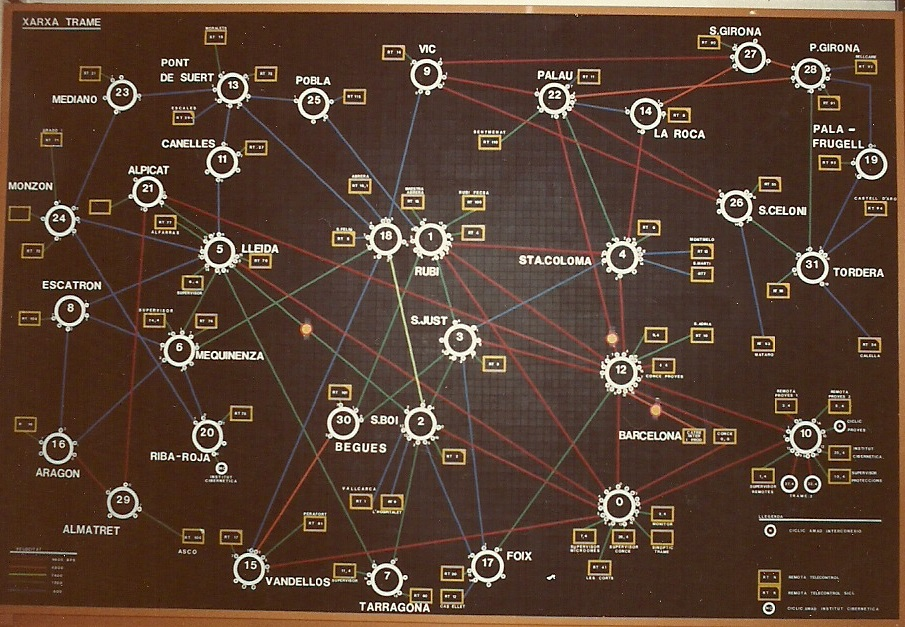
Figura II: Sinòptic per a la supervisió de la xarxa TRAME l'any 1987

- Alta integritat de dades.[17] Necessària per a complir els requeriments del telecontrol en temps real de xarxes d'alta tensió (IEC-870-5-1 i ANSI C37.1).
- Suport de prioritats.
- Facilitat per a incorporar protocols especials.

Tot això redundava en una millora de la qualitat de servei, en especial de la disponibilitat i la integritat de dades, i en una integració de serveis en una mateixa xarxa.
L'aspecte d'una placa UCL TRAME 1 es pot veure a l'enllaç següent:
https://photos.google.cat/album/AF1QipNcyNkndJnnI7YcVBYRVIR8YPvOD_bdiCGaxRA-/photo/AF1QipNyF2ruIwccm39dKVr-PnfUMJK5-mhZmwSRAkQx?hl=ca

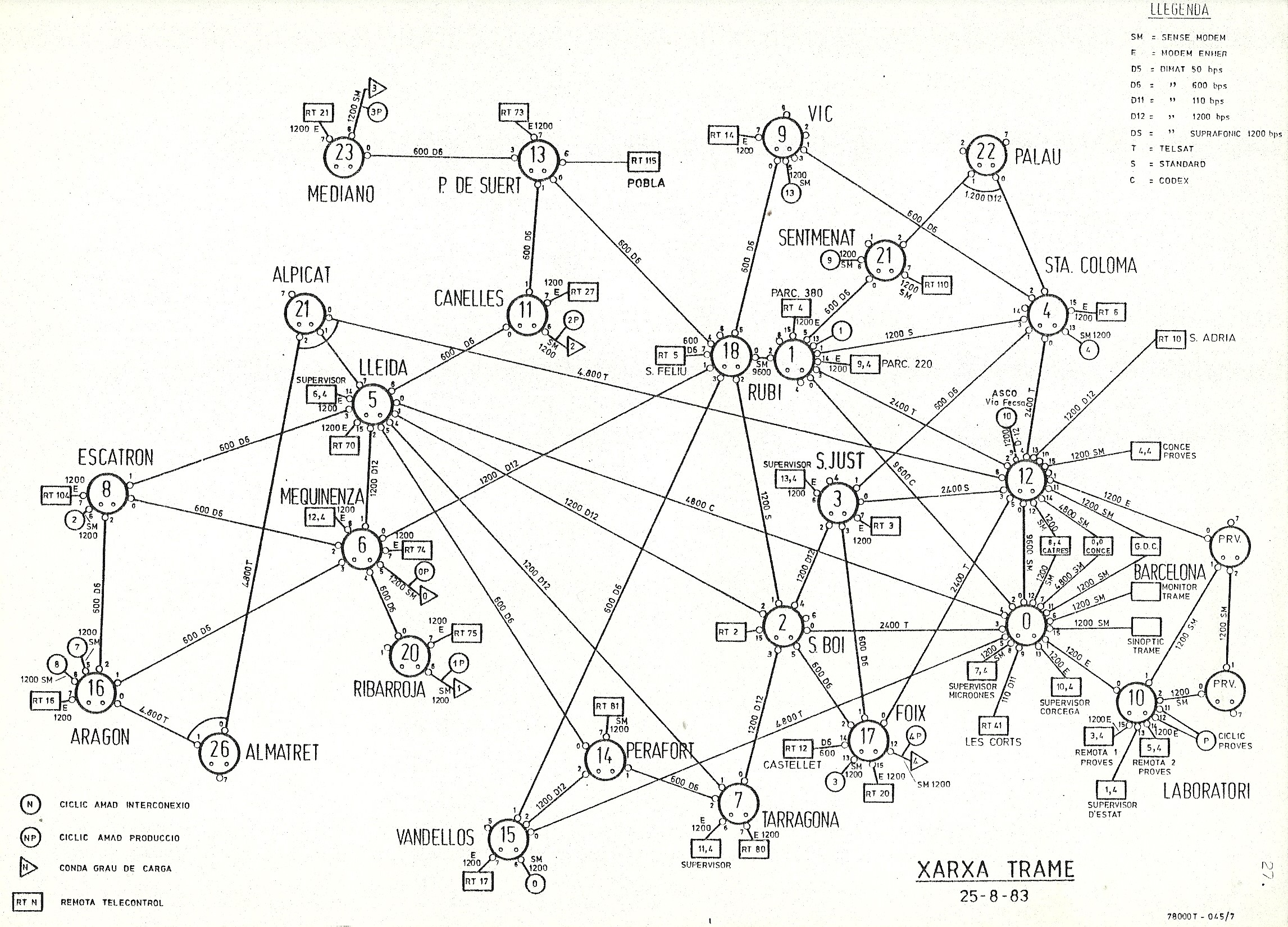
Figura III: Topologia de la xarxa TRAME l'any 1983

L'evolució del desplegament de la xarxa TRAME I a l'empresa ENHER es poden veure a les Figures II, IV i V.

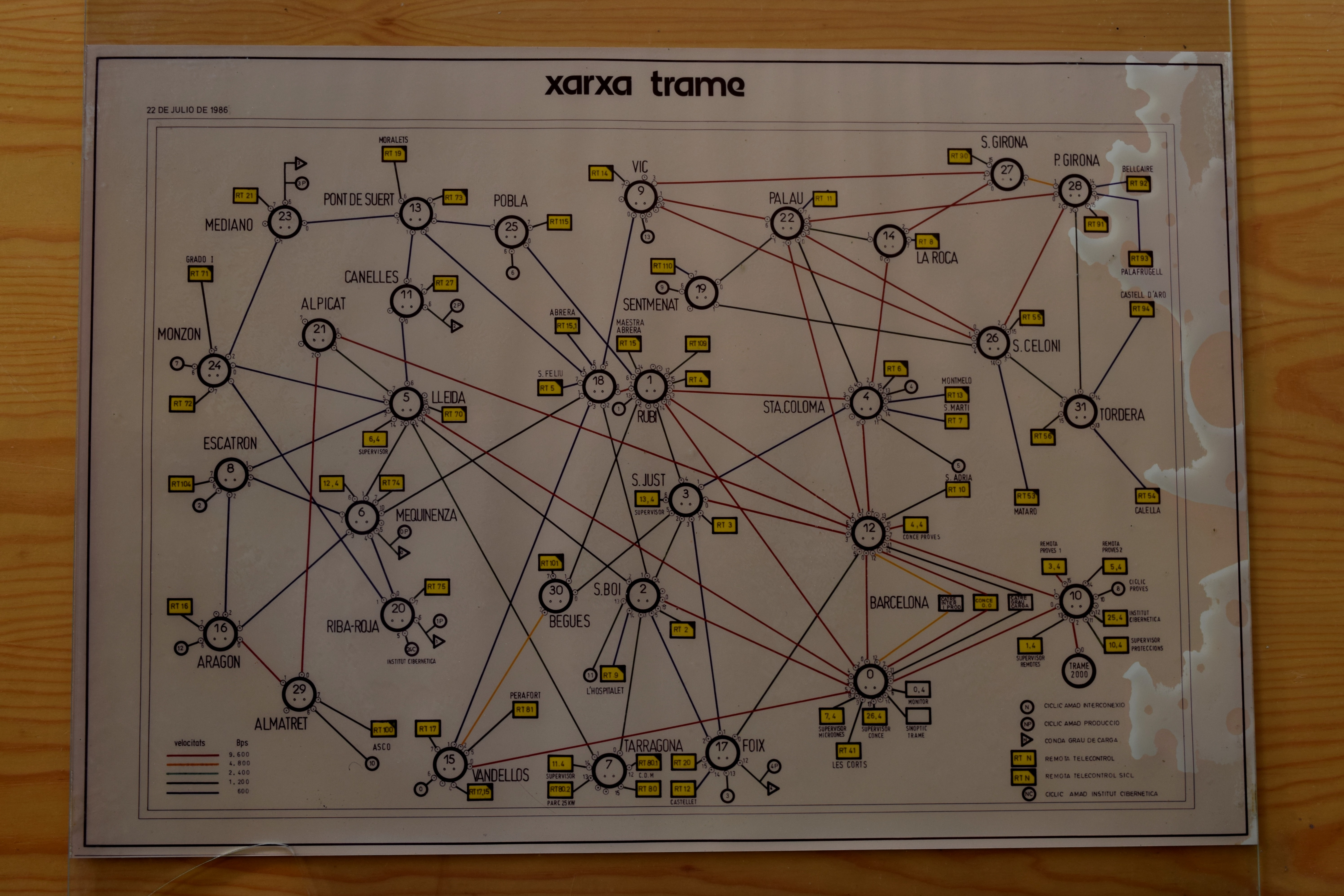
Figura IV: Topologia de la xarxa TRAME l'any 1986

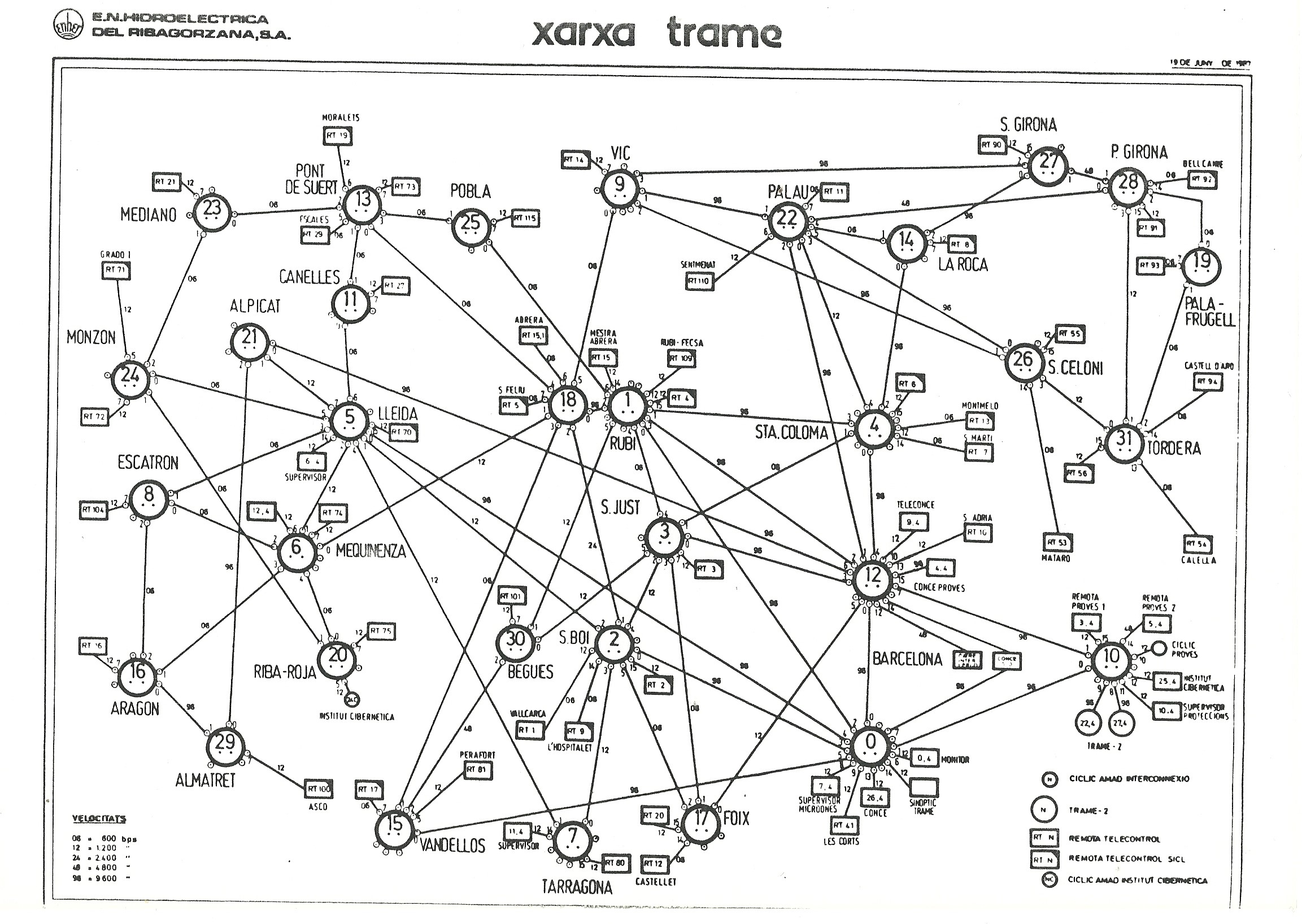
Figura V: Topologia de la xarxa TRAME l'any 1987

### TRAME 2
- 1988-Sistema disponible i desplegat inicialment.
- 1990-Sistema Trame2 completament desplegat. Trame I substituït.

#### Maquinari
- Estructura multiprocessador de 16 processadors amb memòria compartida com en TRAME I
- Processador: Intel 80286
- Aspecte exterior pràcticament idèntic al de TRAME I (Veure Fotografia al Quadre d'evolució).

#### Programari
- Desenvolupat en llenguatge C a ENHER, Passeig de Gràcia, 132 de Barcelona (Casa Fuster)
- Emulador: HP 64000

##### Nous algorismes i protocols
- Protocol X.25
- Protocol K32/64 per tractar les línies digitals de 32 i 64Kbps.
- Control de flux: Protocol ETE (End-To-End) (1990) per evitar pèrdues o desordenacions de paquets; Necessari per al X.25.

#### Millores respecte TRAME I
- Més velocitat dels enllaços; fins a 64Kbps (havia començat la digitalització dels radioenllaços i era necessari tractar aquesta velocitat de 64Kbps, la bàsica dels sistemes de transmissió digital)
- Més capacitat de commutació
- Protocol X.25 per tal d'incorporar aplicacions i terminals d'Informàtica de gestió
- Multiconnexió o “dual homing” per tal d'augmentar la disponibilitat. Els terminals poden estar connectats a la xarxa per dos punts (Dual-homing). En aquest cas tenen una adreça primària i una de secundària

##### 1991-Nou sistema d'adreçament
- S'hi afegeixen 2 bits per indicar la xarxa. En total 16 bits d'adreça; quatre xarxes amb 256 nodes cadascuna i 64 terminals cada node.

### TRAME 3
- 1993: S'inicia el desenvolupament del TRAME3
- 1995: Sistema disponible i desplegat

#### Maquinari
- Estructura multiprocessador de 16 processadors amb memòria compartida
- Memòria comuna distribuïda entre els 16 mòduls per evitar punts de fallada únics.
- Processador: Intel 80386
- Bus compartit multimaster de 40Mbps de capacitat
- Hardware desenvolupat i fabricat per l'empresa DIMAT, S.A.
- Canal sèrie de manteniment (Per a monitoratge, manteniment, reprogramació i reinicialització dels mòduls des d'un terminal connectat als mateixos)

#### Programari
Desenvolupat a ENHER i DIMAT S.A. (www.communications.ziv.es)

##### Nous algorismes i protocols
- Funció de distància: La distància en Trame III es calculava segons la següent funció de pes: pes=(1+K*r)*f(1/v)

On r és el nivell d'utilització de l'enllaç que varia entre 0 i 1, K pot valer 0, 1 o 2, i f(1/v) és una funció el valor de la qual depèn de l'invers de la velocitat de l'enllaç. Un valor de K>0 augmenta el nivell de bifurcació del tràfic .
La llargada d'un camí o distància és la suma dels pesos dels enllaços que el formen.
- Control de flux: 1 bit de congestió per indicar a la font que el camí està congestionat.

Millores respecte a TRAME2:
- Suport del protocol IPv4
- Agent de supervisió SNMP
- Nou sistema de control de flux
- Nova mètrica d'encaminament
- Tasca Autoexec per a comprovar periòdicament hardware i software

La topologia de la xarxa TRAME 3 l'any 1994 es pot veure a la Figura VI.

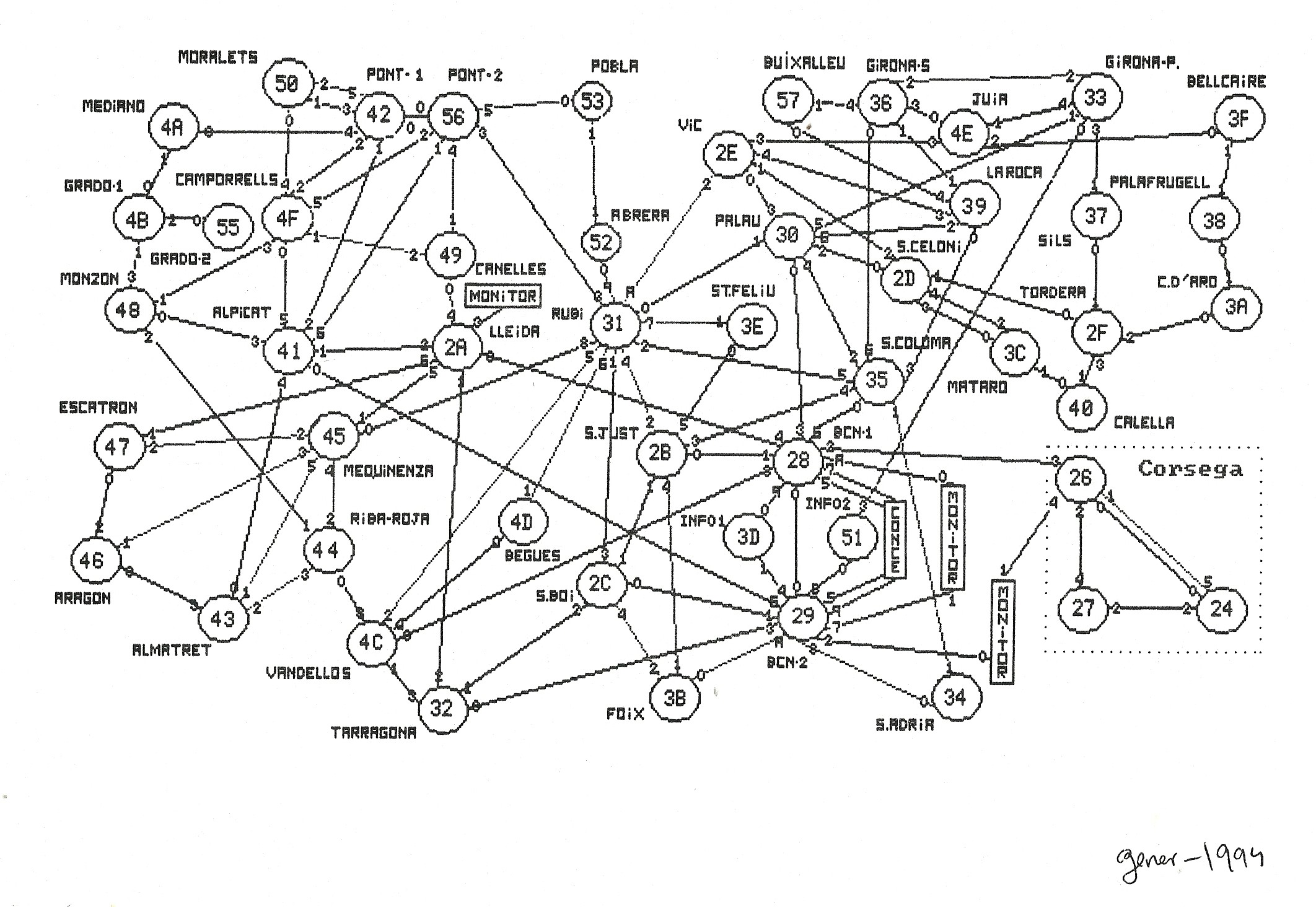
Figuira VI: Topologia de la xarxa TRAME l'any 1994

### TRAME+
Es va iniciar el seu disseny l'any 1998 amb l'empresa DIMAT, S.A.. El 1999 ja hi havia nodes TRAME+.

#### Maquinari
- Arquitectura amb un únic processador per node en contraposició a les anteriors arquitectures multiprocessador amb memòria compartida.
- Processadors: Intel i960CA i i960RM (dues versions del encaminador amb diferent capacitat)
- Dos mòduls base: MBTM (i960CA) o MBTR (i960RM).
- Un màxim de 10 interfícies físiques (8 sèrie + 2 ethernet (10B2 o 10BT)
- Bus de 1Gbps per a comunicar les diverses plaques
- 1 canal sèrie de servei frontal RJ11 o RJ45.

En perdre redundància (un sol processador per encaminador), perdia fiabilitat respecte a TRAME III. Això es va fer per raons econòmiques i pensant que allà on calia més redundància es podia multiconnectar els terminals a diversos nodes.

#### Programari
Desenvolupat a Endesa Servicios i DIMAT S.A.

##### Nous algorismes i protocols
- Protocols de línia: M2 (propietari per tractar línies d 2Mbps)
- Protocols d'accés internacionals per a Telecontrol: IEC 60870-5-101 i IEC 60870-5-104 amb una adaptació a les xarxes de commutació de paquets original.[18][25]
- Control de flux: Mesura i indicació de la congestió; Regulació de la font.

#### Millores respecte a TRAME III
- Comunicació via ethernet
- Més econòmic (menys plaques en connectar els terminals via ethernet sense enllaços dedicats). Menor mida dels encaminadors.